# Rhexoza melanderi
Rhexoza melanderi is een muggensoort uit de familie van de Scatopsidae. De wetenschappelijke naam van de soort is voor het eerst geldig gepubliceerd in 1975 door Cook.